# Barbara Klicka

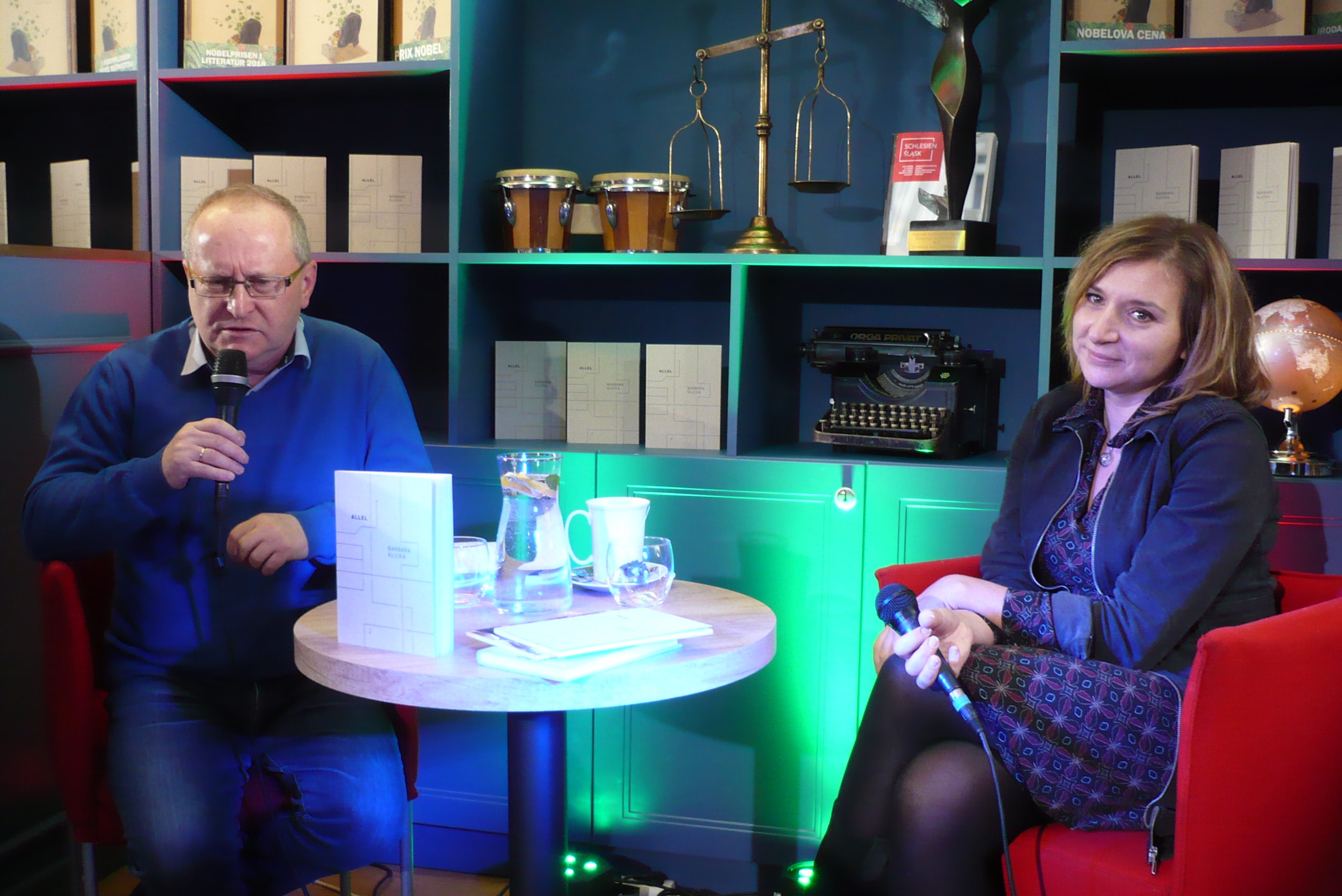
Karol Maliszewski i Barbara Klicka, Nowa Ruda, 2021

Barbara Klicka (ur. 30 kwietnia 1981 w Warszawie) – polska poetka, pisarka i kuratorka wydarzeń literackich.

## Życiorys
Pochodzi z Płocka, tam dorastała i uczęszczała do szkoły podstawowej. Następnie rozpoczęła naukę w Liceum Ogólnokształcącym im. Marszałka Stanisława Małachowskiego w Płocku, ale ostatecznie ukończyła Liceum Ogólnokształcące Zespołu Oświatowo-Konsultacyjnego „Profesor” w Płocku. Studiowała filologię polską oraz informację naukową na Uniwersytecie Warszawskim.
Debiutowała tomem Wrażliwiec w 2000 roku. W latach 2010–2014 była redaktorką „Cwiszn” – żydowskiego kwartalnika o literaturze i sztuce. Publikowała m.in. w „Arkadii”, „Kursywie”, „LiteRacjach”, „Studium”. Pisze felietony dla czasopisma „Dialog”, od 2023 roku należy do zespołu redakcyjnego,  współodpowiada za dział dramaturgii polskiej. Jest też stałą współpracowniczką magazynu o kulturze „Dwutygodnik”, dla którego tworzy między innymi cykl podcastów. Przez wiele lat współpracowała z portalem Wolne Lektury Fundacji Nowoczesna Polska. Od 2021 roku członkini kapituły Nagrody Literackiej Gdynia.

## Nagrody i nominacje
- nominacja do Wrocławskiej Nagroda Poetycka Silesius w kategorii książka roku 2012 za tom same same
- Wrocławska Nagroda Poetycka Silesius 2016 za tom nice[9]
- Nagroda Literacka Gdynia 2016 w kategorii poezja za tom nice[10]
- nominacja do Nagrody Literackiej Gdynia 2020 w kategorii proza za powieść Zdrój[11]
- nominacja do Nagrody Conrada 2020 za powieść Zdrój[12]
- nominacja do Nagrody Literackiej Nike 2024 za powieść Reneta[13]
- nominacja do Nagrody im. Witolda Gombrowicza 2024 za powieść Reneta[14]

## Twórczość
Jej pierwsza książka ukazała się w 2000 w Płocku. W 2012 wydała tom same same nominowany do Wrocławskiej Nagrody Poetyckiej Silesius 2013 w kategorii książka roku. W 2016 została podwójną laureatką: Wrocławskiej Nagrody Poetyckiej „Silesius” w tej samej kategorii za tom Nice, a także Nagrody Literackiej Gdynia. W styczniu 2019 ukazał się jej debiut prozatorski Zdrój, za który otrzymała nominacje do Nagrody Literackiej Gdynia 2020 w kategorii prozy oraz do Nagrody Conrada. W 2021 roku nakładem Wydawnictwa J ukazał się książka poetycka allel, a w 2023 powieść Reneta nominowana do Nagrody Literackiej Nike i Nagrody im. Witolda Gombrowicza. Teksty Barbary Klickiej były tłumaczone między innymi na angielski i niemiecki, chorwacki, hebrajski, gruziński, francuski, serbski, szwedzki i litewski. 
Wspólnie z m.in. Jackiem Dehnelem i Małgorzatą Tekiel stworzyła w 2015 roku projekt Nowy Tajny Detektyw, który obejmował wydanie książki, płyty, wystawę multimedialną oraz bloga poświęconego zbrodniom i występkom okresu dwudziestolecia międzywojennego w Polsce.
Była członkinią zespołu Pochwalone oraz jest współautorką tekstów na płycie Czarny war. W 2019 roku wzięła udział w nagraniu płyty Janerka na basy i głosy jako część Chóru Piór.

### Publikacje
- Wrażliwiec, Płocki Ośrodek Kultury i Sztuki, Płock 2000
- same same, Instytut Mikołowski, Mikołów 2012
- nice, WBPiCAK, Poznań 2015
- Nowy Tajny Detektyw, Narodowe Centrum Kultury, 2015
- Elementarz, sztuka teatralna, „Dialog”, numer 7-8/2018 (740-741)[28] (premiera sceniczna w reżyserii Piotra Cieplaka w Teatrze Narodowym w Warszawie 7 grudnia 2017 roku[29])
- Zdrój, W.A.B., 2019
- allel, Wydawnictwo J, 2021[30]
- Reneta, 2023[31]

### Antologie (wybór)
- Warkoczami. Antologia nowej poezji, red. Joanna Mueller, Sylwia Głuszak, Beata Gula, Staromiejski Dom Kultury, Warszawa 2016.